# Bolligen
Bolligen là một đô thị trong huyện Bern-Mittelland, bang Bern, Thụy Sĩ. Đô thị này có diện tích 16,57 km², dân số thời điểm tháng 12 năm 2018 là 6262 người.